# 妖逆門
《妖逆門》是由日本漫畫家藤田和日郎原案，田村光久負責作畫的日本漫畫作品。於《週刊少年Sunday》（小學館）2006年13號至2007年16號連載。並從2006年4月至2007年3月於東京電視台播出全51話的電視動畫，由RADIX ACE ENTERTAINMENT製作。另外曾出過以雙方將故事中的鬼怪化成的「擊符」相互對戰為主要內容的卡片遊戲。
這部作品的特徵是原作連載時間和動畫播出時間都是在2006年4月同時進行，打破了以往漫畫都是在連載經過一段時間獲得人氣之後才改編成動畫的慣例。
為了配合漫畫和動畫的設定及內容一致，因此兩種版本的劇情發展也有所不同。
值得一提的是，藤田早期的連載漫畫《潮與虎》的妖怪角色飯網、一鬼、鐮鼬三兄妹、昏木等也在這部作品出場。

## 故事簡介
在人類未知的世界，一群日本妖怪與名為「逆門」的強敵交戰，結果遭到使用「擊符」的「鬼假面」擊潰。另一方面，在人類世界中，有個愛冒險且富正義感的少年多聞三志郎，無意中與個魔不壞相遇，並要他成為「擊符師」在每四十四年一次的「妖逆門」遊戲中取得勝利。而在妖怪城中，三志郎目睹妖怪被封印在擊符的畫面，因而決定要打倒妖逆門，解放所有妖怪。
在不壞的帶領下，三志郎來到了「妖逆門」世界中的預賽場地「逆東京」，他得先闖過第一道關卡「逆東京鐵塔」，打倒把守各關卡的神秘人物「佞奴」以通過預賽；接著，三志郎與不壞展開了長遠的戰鬥之路……

## 人物介紹

### 主要角色
多聞三志郎（聲：日本：小林由美子；台灣：陶敏嫻）
故事主角，是個充滿熱血、有幹勁的少年，做事馬虎又不經大腦，十分冒失。
從小都生活在離島上，在妖逆門比賽之前都沒去過日本本島。
某日他被來自「妖逆門」世界的個魔「不壞」看上，並在「妖怪城」內看到一隻隻妖怪遭到封印而化成「擊符」，故下定決心走上戰鬥之路。
最怕的人是自己的媽媽和青梅竹馬的小唯。
故事最後是展開自己的旅程。
擅長的是火屬性，而其他屬性也運用的很好。
不壞（聲：日本：鄉田穗積；台灣：李景唐）
三志郎身旁的個魔，他的形體只有身為主人的三志郎或其他的個魔才能看見；常以「小哥」稱呼三志郎。
個性輕浮但頭腦靈光，且十分相信三志郎的潛力。
在和鬼假面做最後決戰時，因為要召喚合體妖怪－火之兄的光之大擊盤被鬼假面破壞掉，因此把自己的力量全部交給三志郎，讓三志郎召喚出火之兄對付鬼假面。

### 其他參賽者
三枝敏雄（聲：日本：齋賀觀月；台灣：何志威）
人稱「倫敦」（但實際上他跟英國並無任何關聯），熱愛搖滾音樂，但是音感極差。常將「酷」字掛在嘴邊。故事最後是街頭藝人。
專長為金屬性。
隱岐清（聲：日本：大坂有未佳；台灣：黃珽筠）
通稱小清
為「妖怪神社」的巫女，個性和善，但也有堅強的另一面
為了解救御守大人、轟鳴之神等變成擊符的妖怪，因而參加妖逆門。
故事最後是進行巫女的修行。
專長為水屬性。
日野亞紀（聲：日本：野上尤加奈；台灣：黃珽筠）
是個個性十分強悍的少女，一向藐視三志郎，似乎對華院三月有好感。
由於父母長期在外工作，她認為父母拋下她不管，因此想參與妖逆門遊戲，成為有錢人，使父母留在她身邊。故事最後是和父母住在國外。
專長為金屬性。
川口幹春（聲：日本：加藤奈奈繪；台灣：梁興昌）
人稱「米克」，穿著夏威夷風格的海灘裝，說話常夾雜英文。
喜歡尋花問柳，一心想建立自己專屬的後宮。在對擊時常耍小手段。
故事最後因為某次在街頭搭訕時被星探發堀，而成為偶像明星。
專長為木屬性。
里村修（聲：日本：保村真；台灣：李景唐）
他是「里村綜合醫院」院長之子，從小被教導要成為完美之人，因而自詡為「最完美的人」，常將「古人說得好……」掛在嘴邊。
什麼都會，就是不會游泳，也因為這原因，在小時候一次溺水意外害救他的寵物狗－傑洛去世，之後為此自責不已。
喜歡隱岐清
曾一度遭到灼銅之鬼假面蠱惑，間接激發出了陰屬性的潛能，但也因此漸漸剝奪他的生命；最後被三志郎擊敗才獲救。
故事最後不但練會游泳，還在國際游泳賽中拿到銀牌，並準備參加奧林匹克運動會。
專長為土屬性，曾有一段時間使用陰屬性的擊符。
須貝正人（聲：日本：浪川大輔；台灣：官志宏）
表面上對三志郎十分和善，但真實身分是令人聞風喪膽的「灼銅之鬼假面」。
曾是以前妖逆門遊戲的冠軍，卻在許願時吸入以前比賽時為了實現願望而產生的負向能量，而變成「灼銅之鬼假面」，並開始主導妖逆門遊戲。
本想要創造一個充滿戰鬥的遊戲，但最後被三志郎打亂，之後吸收自己的個魔「宇多」的力量，召喚最邪惡的妖怪－夜憧丸想毀掉整個逆日本，最後被三志郎擊敗，恢復原狀。
擅長的是火屬性，而其他屬性也運用的很好。

### 華院一族
華院重馬（聲：日本：岩田光央；台灣：官志宏）
華院一族宗主，主張所有的妖怪對人類有害，故堅決將所有的妖怪全部封印起來，後來變成為了收集強勁擊符而不擇手段。
曾一度遭到陰屬性女王－「黑蛾」控制身心，最後在弟弟三月的勸阻與三志郎對他的苦戰後，才回復理智。
華院要（聲：日本：矢部雅史；台灣：官志宏）
華院家次子，時常坐在弟弟甍的肩上，並在對擊中以不當手段奪取他人的擊符。擅長的是木屬性，其上位召喚「刃羽」因為多次比賽輸給三志郎而被重馬搶去，黑蛾事件後被米克撿走。和阿甍並稱華院兄弟。
華院甍（聲：日本：岡部涼音；台灣：李景唐）
華院家三子，其實是個只會聽從兄長要的指示的應聲蟲。和阿要並稱華院兄弟。
「甍」字中文發音為ㄇㄥˊ
華院三月（聲：日本：皆川純子；台灣：何志威）
華院家么子，個性和善，與三志郎有深厚情誼；為了找到妖逆門遊戲中的真相，不惜忤逆兄長重馬以瓦解其野心。
被重馬攻擊而受傷後，三月將自己的上位召喚之玉給了三志郎，幫助三志郎練成焰斬的上位召喚－焰龍。

### 個魔
- 個魔的共同特徵是

在個魔的世界之外，只有別的個魔和個魔主人才看得到個魔(妖怪也可看見)。
個魔都穿著黑色衣物，並藏身在主人的影子之中。
不壞（聲：日本：鄉田穗積；台灣：李景唐）
請參見上面的「主要角色」
阿春（聲：日本：增田由紀；台灣：陶敏嫻）
亞紀的個魔，髮型為雙馬尾，常以「小亞紀」稱呼亞紀。
宇多（聲：日本：水野理紗；台灣：陶敏嫻）
正人（灼銅之鬼假面）的個魔，最後被鬼假面吸取全部力量而消失。
吉果（聲：日本：黑田崇矢；台灣：官志宏）
三枝敏雄（倫敦）的個魔，既是他的個魔也是他的歌迷。
無我（聲：日本：上別府仁資；台灣：梁興昌）
里村修的個魔，只要是里村修想要走什麼路，不管怎樣他都會跟隨。曾為了保護里村修，差點送命。
迪古（聲：日本：川原慶久：台灣：何志威）
川口幹春（米克）的個魔，造型像小丑，常在他身邊出餿主意。
小波（聲：日本：越智綾香；台灣：陶敏嫻）
隱岐清的個魔，是出現的個魔中個子最嬌小的，也是唯一有拿著其他配件的個魔(黑色陽傘)。

### 妖逆門相關人物
黃綠（聲：日本：福原香織；台灣：黃珽筠）
外表為撐著一把紅傘，背著黃色書包，且穿著綠色連身套裝的小學女生；而「黃綠」之名為三志郎依據她的外觀所取。
其實她是創造「妖逆門」遊戲的神木－妖怪逆門的化身。
每次妖逆門比賽贏家都能向她許一個願望，而每當一個願望實現時，就會有負向能量產生，讓樹上一片葉子變成黑色，到最後整棵樹都變成黑色的，之後須貝正人許願時因為碰觸到從黑色葉子滲透出來的黑色水滴，而變成「灼銅之鬼假面」。
故事最後，樹木因為枯死而被拆除，留下一個新芽在原來的地方。
佞奴（聲：日本：茶風林；台灣：梁興昌）
是「妖逆門」世界中各個對擊舞台的仲裁者，並經常戲弄參賽的玩家。
其來源是黃綠用葉子加上自己的神力，並以向日葵為原形所創造出來的，屬於另一個黃綠。
曾因黑蛾事件變成黑佞奴，並和鬼假面合作，讓遊戲開始一連串的對擊。之後並將三志郎吞入自己身體裡創造另一個分身－黑三志郎，想藉此替代三志郎成為遊戲玩家。最後黑三志郎被三志郎打敗，也讓黑佞奴再次回復成原來的樣子。
變回原樣後，為了防止鬼假面破壞遊戲而和大海魔搏鬥被打散，之後力量衰弱變的極小。
灼銅之鬼假面（聲：日本：浪川大輔；台灣：何志威）
真面目就是之前妖逆門遊戲的勝利者－須貝正人。因為吸入實現願望而產生的負向能量而變成灼銅之鬼假面。
操弄「妖逆門」遊戲的幕後黑手；為了將「妖逆門」繼續進行下去，不但以卑劣的手段將所有妖怪封印在擊符裡逼他們互相戰鬥，並將「妖逆門」世界變成了自己的世界。
故事後期自己設想的劇情被三志郎毀掉，因而召喚最邪惡的妖怪－夜憧丸想毀掉一切，最後夜憧丸和三志郎召喚的合體妖怪－火之兄同歸於盡，而自己也被三志郎的上位召喚打敗，恢復原狀。
掌握阻擋在妖逆門之路上的天、地、人三大結界，藉此來淘汰只會憑運氣來闖關的玩家。

### 其他角色
幻風堂堂主（聲：日本：宮澤正；台灣：官志宏）
為掌管「妖逆門」門戶的「幻風堂」的主人，是個成天在盤算遊戲流程的老人(實際上是一具傀儡)。
三志郎父（聲：日本：鶴岡聰；台灣：官志宏）
三志郎母（聲：日本：水谷優子；台灣：黃珽筠）
動畫版原創人物；兩夫婦自營民宿。
阿波唯（聲：日本：神崎ちろ；台灣：黃珽筠）
動畫版原創人物，是三志郎的同班同學。
亞紀母（聲：日本：中川里江；台灣：陶敏嫻）
動畫版原創人物，是位新聞主播。
旁白（聲：日本：宮澤正；台灣：官志宏）

## 用語
- 逆日本

為「妖逆門」世界的主要舞台，是日本地圖水平翻轉180度的樣子。
每個城市前面都加個「逆」字，像是「逆東京」、「逆琵琶湖」、「逆靜岡」等等。
- 妖怪城

妖怪所住的堡壘，是個正方體，而各面都有房子和城堡，而最高的房間則有著召喚合體妖怪－火之兄的「光之大擊盤」。
在故事後面被黑佞奴攻下來，但在黑佞奴變回來後恢復原狀。
- 幻風堂

為參賽者出入「妖逆門」世界的檢查站。
- 佞奴千人斬小學

由上千個不同顏色的佞奴召喚妖怪和玩家對打，這裡也就是三志郎和正人首次見面的地方。
- 妖怪村莊

由一群沒被封印成擊符的妖怪所組成的村莊，守護者是鎌鼬兄妹－雷信和篝火。
最後是被黑蛾所控制心智的華院重馬攻陷，並把所有妖怪都封印進去擊符之中。
- 獄門世界

黑蛾事件後，黑佞奴所舉行的淘汰賽，必須要闖過裡面各個不同屬性的關卡才能回到原來的妖逆門世界
火之世界－由和焰斬同為火焰妖怪中兩大妖怪之一的轟焰看守著火之世界的出口「火之門」。
金之世界－四周都是金銀財寶所組成的世界，平時金屬性妖怪都在沉睡著，但是當代表金之妖怪的守護神－目眩的目眩寶石出事時就會醒來發動攻擊。
木之世界－是由讓人無法走出的迷幻森林組成的世界，代表森林之主的面具和鬼假面的面具剛好一樣，而且戴上去性格也會改變。米克曾經戴上這面具，最後被三志郎擊敗，恢復原狀。
水之世界－在水之世界的水底深處，有著水之門所在地的龍宮。龍宮曾一度被妖怪兇魔拉攻下，最後被小清使用上位召喚打敗。
土之世界－是一片荒漠，代表世界出口的土之門似乎要用某種丟臉的方式才能召喚出來。
陰之世界－故事中只有里村修和鬼假面到過此地，這裡有著陰之塔，只要將塔中的五大屬性－火金木水土的代表妖依序打倒，就能得到陰之力，而里村修就是在這裡得到陰之力。
- 最終淘汰賽－龍之道

所有玩家都進入由無數根樹根所行成的龍之道向上爬，一遇到別的玩家就展開對擊，輸的一方就立刻被趕出妖逆門遊戲。
- 佞奴魔幻樂園

黑佞奴將三志郎吞下肚後在體內形成的異世界，目的是紀錄三志郎的一切並製造出他的分身，讓自己變成玩家來參與妖逆門遊戲。
佞奴劇場－召喚許多歷史名人和三志郎進行對擊，藉此紀錄三志郎的個性和戰術。
佞奴中學－由不同顏色的佞奴和三志郎作不同屬性的對擊，藉此紀錄三志郎擅長的擊符屬性。
黑三志郎－由佞奴根據前面兩關收集到的資料經修改後作成的完美玩家，精通戰術運用和戰力計算。其妖怪都是原版妖怪的名字前面加個「黑」字，力量也都大幅提升，尤其最強的焰龍其力量和大小都是原版的70倍。
- 擊盤

造型為可刷卡的掌上型遊戲機，為玩家發動擊符、術符的工具。
- 擊符

在「妖逆門」世界中各個怪物所化成的卡片，一般都沒有數值表示，全靠玩家的意志、氣勢，卡片的力量與屬性的搭配、相生相剋決勝負。
- 術符

可以使用被封印在擊符中妖怪的力量,但是和一般召喚的妖怪不同。
- 黑逆柱

華院家的法術，是一個黑色有著眼睛的巨大木柱。
能夠製造出結界，也能製造出無數的式神來攻擊敵人。
- 式神

華院家的式神，分成兩種。
第一種，是單純的紙片，會有無數的紙片從黑逆柱飛出攻擊敵人。
第二種，是由紙片變成的僧侶，能使用結界，也能從禪丈發出雷電攻擊敵人，並且能組合成巨大式神－巨式。
- 巨式

華院家的式神綜合體，是一個紫藍色獨眼巨人。
- 上位召喚

在玩家獲得「上位召喚之玉」後，具有將某些擊符進化成更強的擊符的能力，在召喚時通常伴隨一個象徵屬性的漢字與一個象徵原始擊符的漢字結合而成的字。
像是－焰龍煌（火＋皇＝煌）、斬波（火＋暴＝爆）、寒月（金＋真＝鎮）、親烏卡姆伊（水＋爭＝淨）、刃羽（木+倉＝槍）、刃金（金+段=鍛）等等。
例外－縛日羅（陰→闇）、夜憧丸（無字出現）
據倫敦所說，上位召喚是要有許多人的支持和認同才能得到的擊符。但是，從三志郎和小清把「上位召喚之玉」練成擊符的情況來看，似乎只要有對某件事有著極為堅定的意志，也是能得到上位召喚的擊符。
- 相生召喚

是由五行相生之理論所出現的特殊召喚，可讓妖怪增加新的屬性力量。
像是焰凰（木生火）、凱龍（火生土）、閃耀的月/月光（土生金）、瞬角（金生水）、樹裝一鬼（水生木）
- 黑上位召喚

是黑佞奴身體裡的「佞奴奇幻樂園」所出現的上位召喚，有著比一般上位召喚更強的力量，而召喚出來的妖怪其名前都加上一個「黑」字。

### 擊符妖怪
- 火屬性

焰斬－為兩大最強的火之妖怪之一，登場時是個子矮小的老頭子，漫畫版則是不太聽三志郎的命令，對戰鬥一點也不喜愛。後來看見三志郎不認輸的鬥志重新燃起戰鬥的意志因而變回原形，為三志郎的最強擊符。上位召喚是焰龍（火＋皇＝煌），相生召喚是凱龍（火生土）。
轟焰－和焰斬同樣是兩大最強的火之妖怪之一，因為以前和人類對決時被人類設下的陷阱所傷，因而痛恨人類。最後被流放到獄門世界，負責看守火之門。
炎輪－肩上和腳上都有著鐵輪的人型妖怪，鬼假面的代表妖，有著和焰斬同等的火之力。上位召喚為紅/斬波（火＋暴＝爆）。
膝蠻－三志郎所擁有的妖怪，外觀為一個長著雙腳的人臉。
- 金屬性

一角－是一個像是昆蟲的巨大飛行妖怪，絕技是大爆雷，三志郎另一個強力妖怪。相生召喚為瞬角（金生水），還能打敗陰屬性的大王－大海魔。
月牙－因為受到倫敦靈魂的吶喊所感動，因而出現在他眼前的妖怪，倫敦的最強妖怪。其上位召喚為寒月（金＋真＝鎮）。
麒麟－在太平盛世之時才會出現的神聖妖怪，亞紀的最強妖怪。上位召喚為刃金（金＋段＝鍛）。
不見鳥－是古代日本神話出現的生物，為亞紀所有，具有可窺探敵方王牌的能力。
夜間鶴－亞紀所擁有的擊符之一，外型像長了腳的茶壺，可發出噪音。
- 木屬性

衾被－由樹根和藤蔓形成的巨大木之妖怪，可用手腳阻礙敵人的行動，米克的最強妖怪。上位召喚為刃羽（木＋倉＝槍）。
（附註：刃羽本來為華院兄弟所有，後來因為屢次失敗而被重馬拿去，在黑蛾事件之後米克在路上撿到他的擊符後占為己有）
華朧－是一個穿著洋裝的老婆婆，可以變成各種美少女，最喜歡的人是米克。為了要幫助和三志郎做決戰的米克而出現他的上位召喚－華孔雀（木＋契＝楔）。
鳥妖－三志郎擁有的擊符之一，樣子嬌小可愛的妖怪，沒有什麼攻擊力，但速度卻是非常快。相生召喚為焰凰（木生火）。
角盥漱－米克所擁有的擊符之一，外型為一根樹枝與一個臉盆的結合體。
- 水屬性

一鬼－是個頭上長角的巨大綠色巨人，一手拿著鐵棍，另一手則是許多蛇頭，絕技是大砲水和怪力，三志郎另一個強力妖怪。相生召喚為樹裝一鬼（水生木）。
轟鳴之神－巨大的馬型妖怪，隱歧清最強的妖怪，小清一開始看見他時會害怕。上位召喚為親烏卡姆依（水＋爭＝淨）或是船魂（水+青=清）。
怩－外觀為一堆爛泥巴的妖怪，為隱岐清所有；「怩」字中文發音為ㄋㄧˊ
水虎－隱岐清所擁有的擊符之一。
- 土屬性

山和尚－由稻草組成的巨大妖怪，拿著一把鐵禪杖，里村修的最強妖怪。上位召喚是風童子（土＋成＝城）。
食金－穿著盔甲的骷髏武士，全身散發出一股邪氣，倫敦另一個強力妖怪。相生召喚是閃耀的月/月光（土生金）。
業連武－外觀為機器人，里村修所擁有的另一種強力妖怪。
肉吸－里村修的另一個妖怪，吸收敵人體力讓己方恢復。
- 陰屬性

凱爾貝洛斯－西方妖怪中的三頭犬，可噴出青白色的火炎，擁有陰之力的里村修的最強妖怪。上位召喚是縛日羅（陰→闇）
黑蛾－陰屬性中的女王，會將使用者控制住並吞下肚，即使受到再多的傷害只要吃掉擊符就能恢復原狀，本為華院重馬所有，之後變成里村修所有，最後落入鬼假面手中。上位召喚是最邪惡的陰之妖怪－夜憧丸。
大海魔－陰屬性中的大王，一條盤旋在空中的蛇怪，擁有強大的力量，曾把佞奴給打敗，為鬼假面手中最強的陰之妖怪。最後被三志郎的相生召喚－瞬角給擊敗。
- 陽屬性

御守大人－隱歧清的妖怪之一，在未被封印之前和小清關係十分要好。(第9集時可見)
合體妖怪火之兄是由五大屬性的擊符組成的，能和夜憧丸不相上下的妖怪，屬性「可能」就是陽屬性。
- 奴耶

夜憧丸的守護妖，是一個有著五張人臉的怪獸，有著火金木水土五大屬性之力，也因此屬性不明。
- 大天狗

屬性不確定，不清楚要歸類在何處。
為五大屬性妖怪的領導者，所有妖怪皆尊稱他為「長老」（但焰斬卻是直稱他為大天狗，可能兩者階級相差不多）。
以前曾化身成酷似三志郎的少年和黃綠玩耍，但因為後來人類和妖怪失去關係而失約，為此相當自責。
劇情一開始在「妖怪城」遭到封印，三志郎不忍看到他如此的遭遇，就下定決心託付大天狗的願望，贏得妖逆門遊戲以解放在術符中所有的妖怪。

## 出版書籍
| 集數 | 小學館         | 小學館                 |
| 集數 | 發售日期       | ISBN                   |
| ---- | -------------- | ---------------------- |
| 1    | 2006年6月16日  | ISBN 4-09-120440-6     |
| 2    | 2006年9月15日  | ISBN 4-09-120627-1     |
| 3    | 2006年12月16日 | ISBN 4-09-120705-7     |
| 4    | 2007年2月1日   | ISBN 978-4-09-121018-0 |
| 5    | 2007年5月18日  | ISBN 978-4-09-121069-2 |

## 電視動畫

### 製作人員
- 概念構成 - 藤田和日郎、中村学
- 漫畫 - 田村光久
- 監督 - ねぎしひろし
- 副監督 - 石井久志
- 系列構成 - 兵頭一歩
- 人物設計、總作画監督 - 阿部智之
- 設計師 - 村田護郎
- 設計協力 - 金田達也、松尾慎
- 美術監督 - 石垣努
- 色彩設計 - 堀尾桂子
- 攝影監督 - 中山敦史
- 編輯 - 後藤正浩
- 音樂 - 三宅一德
- 音響監督 - 鄉田穗積
- 製作人 - 東不可止、武藤大司、野村宙→岩谷能宣
- 動畫製作人 - 長牛豊
- 動畫制作協力 - Digital Network Animation
- 製作 - 東京電視台、電通、RADIX ACE ENTERTAINMENT

### 主題曲
- 片頭曲

（1-26話）
作詞：yasu、作曲：yasu、編曲：Janne Da Arc & Shouji Morifuji、歌：Janne Da Arc
（27話-51話）
作詞：Shigeco Ogula & Rio、作曲：Rio & Juno、編曲：Hyoe Yasuhara、歌：YU-KI
- 片尾曲

（1-13、50話）
作詞：藤林聖子、作曲：Blues T、編曲：三宅一德、歌：福原香織
（14-26話）
作詞：藤林聖子、作曲：三宅一德、編曲：三宅一德、歌：小林由美子
（27-39、49話）
作詞：藤林聖子、作曲：渡部チェル、編曲：渡部チェル、歌：福原香織
「Always there for you」（40-48、51話）
作詞：藤林聖子、作曲：渡部チェル、編曲：渡部チェル、歌：齋賀觀月、福原香織

### 各話列表
| 話數   | 日文標題 | 腳本           | 分鏡              | 演出       | 作画監督            | 播放日期      |
| ------ | -------- | -------------- | ----------------- | ---------- | ------------------- | ------------- |
| 第1話  |          | 兵頭一歩       | 根岸弘            | 中山敦史   | 阿部智之            | 2006年 4月3日 |
| 第2話  |          | 兵頭一歩       | 石井久志          | 井草かほる | 西山忍 金溶周       | 4月10日       |
| 第3話  |          | 山田靖智       | 根岸弘            | 川崎満     | 凪美妖              | 4月17日       |
| 第4話  |          | 平松正樹       | 仁賀緑朗          | 神原敏昭   | 金阪秀行 青鉢芳信   | 4月24日       |
| 第5話  |          | あみやまさはる | 細田裕一          | 加藤茂     | 二宮常雄            | 5月1日        |
| 第6話  |          | 樋口達人       | 大森英敏          | 中山敦史   | 阿部智之            | 5月8日        |
| 第7話  |          | 兵頭一歩       | 石井久志          | 井草かほる | 西山忍 Kim Sung Bum | 5月15日       |
| 第8話  |          | 山田靖智       | 後藤象一郎        | 中山敦史   | 氏家章雄            | 5月22日       |
| 第9話  |          | 平松正樹       | 凪美妖            | 凪美妖     | 凪美妖              | 5月29日       |
| 第10話 |          | 樋口達人       | 松井仁之          | 加藤茂     | 緒方隆秀            | 6月5日        |
| 第11話 |          | 平松正樹       | 香川豊            | 神原敏昭   | 金阪秀行            | 6月12日       |
| 第12話 |          | 野崎透         | 石井久志          | 中山敦史   | 阿部智之            | 6月19日       |
| 第13話 |          | 野崎透         | 石井久志          | 石井久志   | 田中保 阿部智之     | 6月26日       |
| 第14話 |          | 兵頭一歩       | 岡嶋国敏          | 岡嶋国敏   | 緒方隆秀            | 7月3日        |
| 第15話 |          | 山田靖智       | 後藤象一郎        | 中山敦史   | 氏家章雄            | 7月10日       |
| 第16話 |          | 鴻野貴光       | 井草かほる        | 井草かほる | 西山忍              | 7月17日       |
| 第17話 |          | 山田靖智       | 川口敬一郎        | 凪美妖     | 凪美妖              | 7月24日       |
| 第18話 |          | 平松正樹       | 岡嶋国敏          | 岡嶋国敏   | 緒方隆秀            | 7月31日       |
| 第19話 |          | 兵頭一歩       | 奥田誠治          | 岡崎幸男   | 金阪秀行 村上なおき | 8月7日        |
| 第20話 |          | 植竹須美男     | 後藤象一郎        | 中山敦史   | 阿部智之            | 8月14日       |
| 第21話 |          | 樋口達人       | 加藤茂            | 加藤茂     | 小野田貴之          | 8月21日       |
| 第22話 |          | 鴻野貴光       | 石井久志          | 安藤正臣   | 氏家章雄            | 8月28日       |
| 第23話 |          | 山田靖智       | 所俊克            | 水田秀洋   | 西山忍              | 9月4日        |
| 第24話 |          | 植竹須美男     | 川口敬一郎        | 登坂晋     | 平田卓也            | 9月11日       |
| 第25話 |          | 兵頭一歩       | 岡嶋国敏          | 岡嶋国敏   | 緒方隆秀            | 9月18日       |
| 第26話 |          | 樋口達人       | 石井久志          | 中山敦史   | 阿部智之            | 9月25日       |
| 第27話 |          | 野崎透         | 岡村正弘          | 安藤正臣   | 氏家章雄            | 10月2日       |
| 第28話 |          | 兵頭一歩       | 加藤茂            | 加藤茂     | 小野田貴之          | 10月9日       |
| 第29話 |          | 山田靖智       | 松尾慎            | 松尾慎     | 池下博紀            | 10月16日      |
| 第30話 |          | 鴻野貴光       | 石井久志          | 登坂晋     | 平田卓也            | 10月23日      |
| 第31話 |          | 樋口達人       | 岡嶋国敏          | 岡嶋国敏   | 緒方隆秀            | 10月30日      |
| 第32話 |          | 樋口達人       | 岡村正弘          | 安藤正臣   | 氏家章雄            | 11月6日       |
| 第33話 |          | 植竹須美男     | 高橋成世 石井久志 | 中山敦史   | 阿部智之            | 11月13日      |
| 第34話 |          | 植竹須美男     | 加藤茂            | 加藤茂     | 小野田貴之          | 11月20日      |
| 第35話 |          | 山田靖智       | 松尾慎            | 松尾慎     | 池下博紀            | 11月27日      |
| 第36話 |          | 鴻野貴光       | 凪美妖            | 登坂晋     | 平田卓也            | 12月4日       |
| 第37話 |          | 兵頭一歩       | 岡嶋国敏          | 岡嶋国敏   | 緒方隆秀            | 12月11日      |
| 第38話 |          | 樋口達人       | 所俊克            | 安藤正臣   | 氏家章雄            | 12月18日      |
| 第39話 |          | 鴻野貴光       | 石井久志          | 中山敦史   | 八尋裕子            | 12月25日      |
| 第40話 |          | 山田靖智       | 加藤茂            | 加藤茂     | 小野田貴之          | 2007年 1月8日 |
| 第41話 |          | 植竹須美男     | 松尾慎            | 松尾慎     | 池下博紀            | 1月15日       |
| 第42話 |          | 山田靖智       | 登坂晋            | 登坂晋     | 平田卓也            | 1月22日       |
| 第43話 |          | 兵頭一歩       | 岡嶋国敏          | 岡嶋国敏   | 緒方隆秀            | 1月29日       |
| 第44話 |          | 樋口達人       | 高橋成世          | 安藤正臣   | 氏家章雄            | 2月5日        |
| 第45話 |          | 兵頭一歩       | 高橋成世 石井久志 | 中山敦史   | 八尋裕子            | 2月12日       |
| 第46話 |          | 植竹須美男     | 加藤茂            | 岡嶋国敏   | 小野田貴之          | 2月19日       |
| 第47話 |          | 山田靖智       | 松尾慎            | 松尾慎     | 池下博紀            | 2月26日       |
| 第48話 |          | 樋口達人       | 登坂晋            | 登坂晋     | 江原康之 平田卓也   | 3月5日        |
| 第49話 |          | 樋口達人       | 岡嶋国敏 石井久志 | 岡嶋国敏   | 緒方隆秀            | 3月12日       |
| 第50話 |          | 樋口達人       | 石井久志          | 安藤正臣   | 氏家章雄            | 3月19日       |
| 第51話 |          | 山田靖智       | 高橋成世          | 石井久志   | 阿部智之            | 3月26日       |

### 播放電視台
| 播放地區 | 播放電視台 | 播放日期                     | 播放時間                 | 備註 |
| -------- | ---------- | ---------------------------- | ------------------------ | ---- |
| 日本     | 東京電視台 | 2006年4月3日 - 2007年3月26日 | 星期一 18:00 - 18:30     |      |
| 臺灣     | 卡通頻道   | 2009年3月31日 - 6月9日       | 星期二至四 19:30 - 20:00 |      |

## 外部連結
- 妖逆門官方網站（日語）
- avex《妖逆門》官方網站（日語）
- 東京電視台《妖逆門》官方網站（页面存档备份，存于）（日語）
- Wedge Holdings《妖逆門》官方網站（页面存档备份，存于）